# Обинутузумаб
Обинутузумаб — лекарственный препарат, моноклональное антитело для лечения хронического лимфолейкоза и фолликулярной лимфомы. Одобрен для применения: США (2013).

## Механизм действия
Связывается с CD20.

## Показания
- Хронический лимфолейкоз, в комбинации с хлорамбуцилом
- Фолликулярная лимфома, в комбинации с химиотерапией или бендамустином[3]

## Противопоказания
- Гиперчувствительность

## Беременность
- Женщины детородного возраста во время лечения и 6 мес. после него должны использовать методы контрацепции.[3]

## Способ применения
- Внутривенная инфузия.

## Побочные эффекты
В ходе основного клинического испытания обинутузумаба в комбинации с хлорамбуцилом у участников клинического испытания наблюдались инфузионные реакции (69%; у 21% 3-4 степени), нейтропения (40%; у 34% 3-4 степени), тромбоцитопения (15%; у 11% 3-4 степени), анемия (12%), пирексия и кашель (по 10%). Более 20% испытуемых имели отклонения в лабораторных анализах: низкий уровень кальция и натрия, высокий уровень калия, повышение уровня креатинина в сыворотке крови, а также низкий уровень альбумина.